# Chicago Americans
O Chicago Americans foi um clube americano de futebol com sede em Chicago, Illinois, que membro da American Soccer League.

## História
Eles jogaram apenas alguns jogos em sua única temporada. Durante seu tempo, eles também eram conhecidos como Chicago Inter e Chicago Hercules .